# Tour du Limousin 1999
La 32e édition du Tour du Limousin s'est déroulée du 17 au 20 août 1999, et a vu s'imposer le Français Stéphane Heulot.

## Classements des étapes
| Étape     | Date    | Villes étapes       | Vainqueur d'étape    | Équipe                | Leader du classement général | Équipe                |
| 1re étape | 17 août | Limoges - Trélissac | Marco Cannone        | Amore e Vita          | Marco Cannone                | Amore e Vita          |
| 2e étape  | 18 août | Trélissac - Turenne | Stéphane Heulot      | La Française des jeux | Stéphane Heulot              | La Française des jeux |
| 3e étape  | 19 août | Brive - Guéret      | Alexandre Vinokourov | Casino                | Stéphane Heulot              | La Française des jeux |
| 4e étape  | 20 août | Guéret - Limoges    | Laurent Desbiens     | Cofidis               | Stéphane Heulot              | La Française des jeux |

## Classement final
| 1.  | Stéphane Heulot      | La Française des jeux |
| 2.  | Grzegorz Gwiazdowski | Cofidis               |
| 3.  | Lauri Aus            | Casino                |
| 4.  | Jesper Skibby        | Home-Jack and Jones   |
| 5.  | Lylian Lebreton      | Big Mat-Auber 93      |
| 6.  | Óscar Sevilla        | Kelme                 |
| 7.  | Eddy Torrekens       | Tonissteiner          |
| 8.  | Steve De Wolf        | Cofidis               |
| 9.  | Sébastien Hinault    | Crédit agricole       |
| 10. | Christian Van Dartel | Nurnberger            |